# (21068) 1991 PL2
A (21068) 1991 PL2 a Naprendszer kisbolygóövében található aszteroida. Eric Walter Elst fedezte fel 1991. augusztus 2-án.